# Грязевой марш
Грязевой марш (англ. Mud March) представлял собой неудачную попытку зимнего наступления Потомакской армии в январе 1863 года во время гражданской войны в США. Главнокомандующий Эмброуз Бернсайд, разбитый генералом Ли под Фредериксбергом, решил совершить повторную попытку наступления и перейти реку Раппаханок западнее Фредериксберга. Начало было запланировано на 30 декабря 1862 года, но политические разногласия перенесли начало наступления на 20 января. Однако, дожди, начавшиеся в тот же день, сорвали наступление, что в итоге привело к отставке Бернсайда.

## Подготовка
После разгрома под Фредериксбергом генералу Бернсайду требовалось срочно восстановить свою репутацию и каким-то способом поднять боевой дух Потомакской армии. Сразу после Рождества он начал планировать новое наступление. Первоначальный план предполагал обманный манёвр к западу от Фредериксберга, в то время как основная армия перейдет Раппаханок южнее города. Кроме того, Бернсайд разработал план глубокого кавалерийского рейда силами 1500 всадников — это должен был быть первый рейд такого рода на Восточном театре боевых действий. 500 кавалеристов должны были совершить отвлекающий набег в сторону Калпепера, а остальные 1000 — перейти реку у Келли-Форд и направиться на юг и запад и в итоге выйти к Саффолку, где присоединиться к армии Джона Пека. Оттуда они должны были по морю вернуться в Фалмут.
Этот план уже начал приводиться в исполнение, и кавалерия уже вышла к броду, когда Бернсайд получил телеграмму президента с требованием не проводить никаких серьезных маневров без согласования с Белым Домом.
Телеграмма президента была следствием заговора недовольных офицеров, которые выдали Линкольну планы Бернсайда. Активными участниками заговора были бригадный генерал Джон Ньютон и бригадный генерал Джон Кокрейн из VI корпуса. В первых числах января они взяли отпуск и отправились в Вашингтон, где Кокрейн, бывший конгрессмен, сумел воспользоваться связями и встретиться с госсекретарем Сьюардом, который устроил им встречу с президентом Линкольном. Ньютон заявил, что армия в очень плохом состоянии и новое наступление может стать для неё фатальным. Однако он не сумел выступить достаточно убедительно.
Получив телеграмму президента, Бернсайд лично отправился в Белый Дом. Президент сообщил ему, что два генерала жалуются на состояние армии, на что Бернсайд потребовал найти их и отдать под трибунал.
Вернувшись в Фалмут, Бернсайд пересмотрел свой план. По его новой версии, гранд-дивизия Самнера должна была остаться у Фредериксберга, а гранд-дивизиям Хукера и Франклина надо было отправиться на запад, перейти Раппаханок выше по течению относительно Фредериксберга (по броду Юнайтед-Стейтс-Форд) и выйти во фланг Северовирджинской армии. Начало наступления было назначено на 18 или 19 января 1863 года. Журналист газеты «New York Times» писал по этому поводу: «План прекрасен. Каждый военный осуждал тот способ наступления, что был избран в прошлый раз. И каждый военный одобряет способ, избранный теперь».

## Марш
Бернсайд был готов начать наступление 18 января, но он желал быть уверенным в том, что противник не успел принять контрмер. В то же время разведка доносила о передвижении противника и появлении его пехоты у брода Юнайтед-Стейтс-Форд. Бернсайд решил изменить место переправы и перейти Раппаханок по броду Бэнкс-Форд. Все три командира его «гранд-дивизии» скептически относились к этому плану. Уильям Франклин предложил отложить начало марша ещё на пару дней, втайне надеясь на то, что марш будет отменён вовсе.
Марш начался 20 января 1863 года в 11:00. День в целом был хороший и к наступлению темноты две гранд-дивизии встали лагерем в нескольких милях от переправ. В 19:00 начался дождь, пока ещё мелкий, но он усиливался с каждым часом и ночью превратился в мощный ливень. Один солдат-пенсильванец потом писал: «Лило так, как будто наступил конец света». Температура падала всю ночь, дождь время от времени превращался в снег.
Утром 21 января дождь продолжался, солнце так и не вышло. Дороги размокли и стали совершенно непроходимыми. Иногда приходилось использовать сразу 28 лошадей, чтобы тащить одно-единственное орудие. Начался падёж тяглового скота. Для налаживания одной переправы требовалось 20 понтонов, но к концу дня к броду удалось доставить только 15, при том, что переправ требовалось как минимум две. Когда наступила ночь, армия оказалась разбросанной по всей дороге от первого лагеря до переправ. Погода не позволяла разводить костры, поэтому даже приготовить еду было не на чём.
Перемещение северян было замечено разведкой Юга, и генерал Ли отправил к броду Бэнкс дивизию Джорджа Пикетта. Дивизия воспользовалась улучшенной дорогой Оранж-Тернпайк, поэтому быстро и без помех достигла цели и начала рыть земляные укрепления.
Утром 22 января дождь прекратился, но продолжение наступления не представлялось возможным. Дивизия Пикетта прочно окопалась у Бэнкс-Форди, а вирджинцы соорудили плакат с надписью: «Burnside Stuck in the Mud!» (Бернсайд увяз в грязи!) В этой ситуации Бернсайд приказал Хукеру и Франклину остановить наступление и вернуться в лагеря у Фредериксберга, однако и этот приказ на тот момент выполнить было невозможно, поэтому армия провела в грязи ещё одну ночь. Бернсайд сообщил о происходящем в Вашингтон и предложил явиться туда самостоятельно с отчетом, но Генри Халек предупредил его, чтобы он был готов к отставке.

## Последствия
Бернсайд вернулся в Вашингтон, где утром 24 января встретился с Линкольном. Он подал прошение об отставке, и одновременно с этим приказ об увольнении нескольких офицеров Потомакской армии. В приказе об увольнении значились Джозеф Хукер, Уильям Франклин, Уильям Смит, Джон Кокрейн, Сэмюэл Стёрджис и Эдмунд Ферреро.
Утром 25 января последовала новая встреча, в ходе которой Линкольн утвердил уход Бернсайда в отставку и сообщил ему о том, что назначает Хукера новым главнокомандующим. Из приказа об увольнении он утвердил отставку Самнера и Франклина. Бернсайда было решено направить в Северную Каролину.